# Ямный дом
Ямный дом (также земляной дом; от англ. pit-house — «пит-хаус») — сооружение, построенное частично в вырытой земле — котловане, имеет кровлю, как правило, поддерживаемую деревянными столбами (стойками), установленными по периметру и при необходимости в центре ямы. Ямный дом использовался как кратковременное или сезонное укрытие.
Помимо защиты от экстремальных погодных условий, может использоваться для хранения продуктов (например, как чулан, кладовка или погреб), а также для проведения культурных ритуалов, таких как сказительство, танцы, пение и празднование торжеств. Словари также описывают ямный дом как землянку, кроме того у него есть сходство с полуземлянкой.

## Описание
В археологии ямный дом часто называют заглубленным сооружением и иногда «(вырытой) хижиной» (англ. grub-hut) или «земляной хижиной» (англ. grubhouse, от нем. Grubenhaus). Ямные дома встречаются в различных культурах по всему миру, в том числе у древних анасази, в древней фремонтской культуре и в культурах Могольон, у индейцев Чероки, у инуитов, равнинных народностей, древних жителей Вайоминга (Смит, 2003) в Северной Америке; древних жителей Хискаирумоко в бассейне озера Титикака (Крейг, 2005) в Южной Америке; у англосаксов в Европе и у народов периода Дзёмон живших в Японии. Ямные дома англосаксов могли иметь другое функциональное назначение помимо жилья.
По окончании эксплуатации от ветхого ямного дома остаётся только выемка в земле и столбовые ямы для поддержки кровли. В XIX веке считалось, что большинство древних людей жили в ямных домах, хотя было доказано, что многие из таких сооружений были ямами для хранения пищи или служили другим целям.

## Жилище из костей мамонта
Самые старые ямные жилища были обнаружены в Межириче, Центральная Украина, их возраст составил около 15 000 лет и они относятся к эпохе Позднего палеолита. Эти постройки имели основание круглой или овальной формы диаметром 3,7—4,3 метра и были сделаны из костей мамонта. Кости конечностей использовались для стен, а более лёгкие плоские кости использовались для кровли. Предположительно, с внешней стороны жилище было обтянуто шкурами животных для теплоизоляции. У каждого жилища был свой очаг. Дома располагались вокруг основного строения поселения, в котором семьи или родственники жили в течение нескольких недель или месяцев.

## Раннесредневековая Европа
Ямные дома строили во многих частях Северной Европы в период между V и XII веками нашей эры. В Германии они известны как нем. Grubenhäuser, а в Великобритании они называются grubhuts или grubhouses и представляют собой заглубленные сооружения.

## Современное использование
По большинству стандартных определений, ямные дома характеризуются как «примитивные» или «досовременные» сооружения. Тем не менее, наряду с землебитными постройками и домами из соломенных блоков, они остаются примерами изящной и прочной архитектуры, которая спроектирована с использованием технологий, учитывающих природные и экологические особенности пространства или места. В Канаде ямные дома остаются символом знаний и мастерства коренных народов, которые исповедуют принцип строительства в гармонии с землёй.
Один из современных примеров такого строительства — ямный дом, недавно построенный в лагере Юнистотен, автономном сообществе, расположенном на территории планируемой трассы трубопровода «Северные Ворота» (англ. North Gateway Pipeline), проходящей через традиционные земли Wet'suwet'en (центральная Британская Колумбия). Этот дом построили члены общины с помощью активистов, проживающих в лагере. Данный проект представляет собой пример альтернативного строительного решения.